# Bumba (ort)
Bumba är en ort i Kongo-Kinshasa, huvudort i territoriet med samma namn. Den ligger i provinsen Mongala, i den norra delen av landet, 1 100 km nordost om huvudstaden Kinshasa.